# Tito Gómez

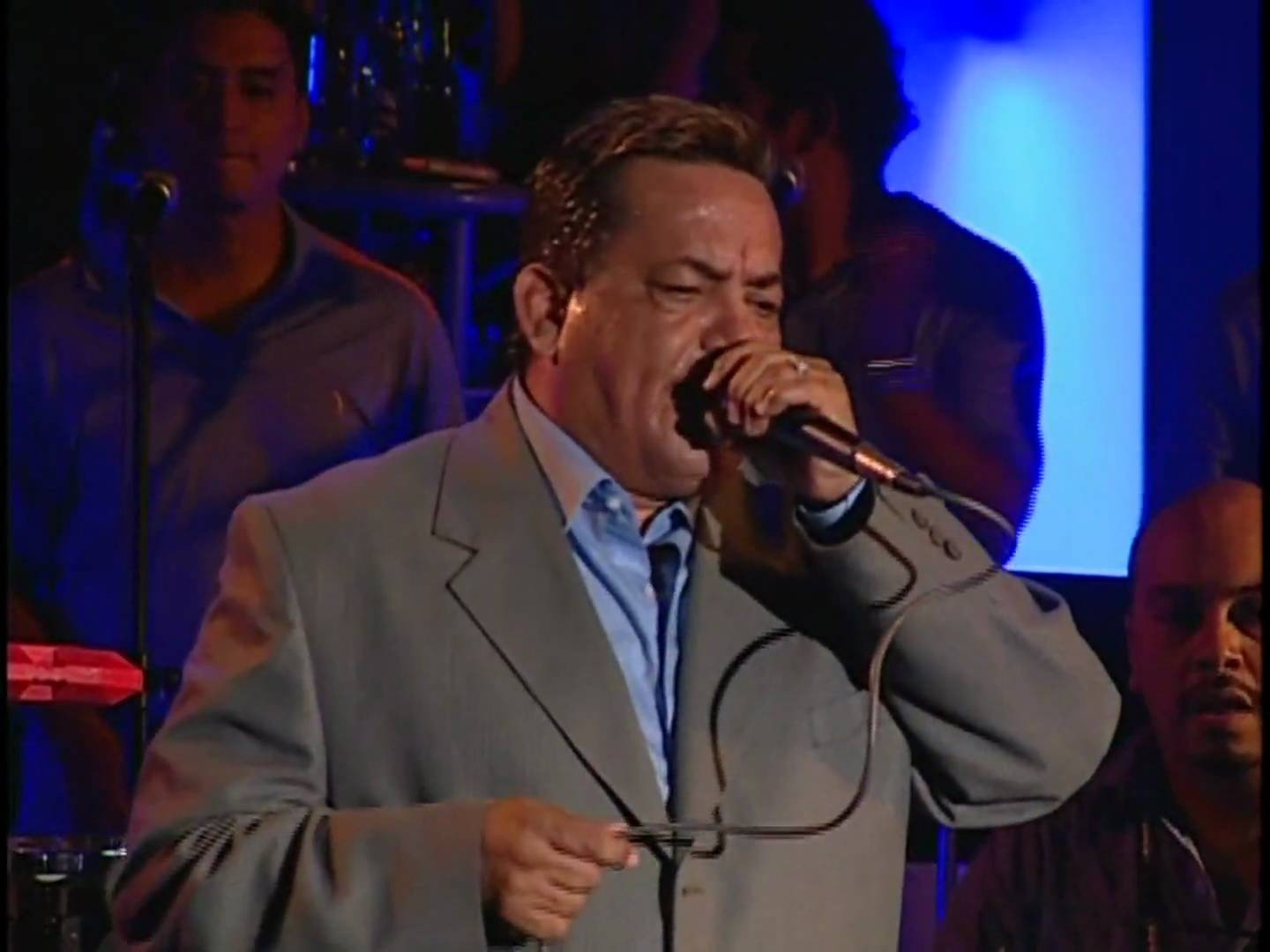
Tito Gómez, 2007

Tito Gómez (* 9. April 1948 in Juana Díaz, Puerto Rico; † 11. Juni 2007 in Cali, Kolumbien), eigentlich Luís Alberto Gómez, war ein bekannter puerto-ricanischer Salsasänger.

## Werdegang
Tito Gómez begann bereits im Alter von 15 Jahren für die Gruppe Conjunto Antoanetti zu singen, bevor er 1967 in der Combo Sonora Ponceña als begleitender Leadsänger einsteigen konnte. Danach übernahm er zusammen mit Rubén Blades den Gesang in einer von Ray Barretto neu gegründeten Formation. Vorübergehend für zwei Jahre kehrte er zu Sonora Ponceña zurück, bis er 1979 nach Venezuela ging. Tito Gómez arbeitete dort eine Zeitlang mit La Amistad zusammen, einer Band, die sich aus ehemaligen Mitgliedern der Gruppe La Dimensión Latina zusammensetzte. 1982 kehrte Gómez nach Puerto Rico zurück und arbeitete als Solomusiker. Von 1985 bis 1993 lebte Tito Gómez in Cali, Kolumbien, und hatte eine sehr erfolgreiche Zeit als Leadsänger der Grupo Niche. 1990 begann er erneut eine Solokarriere, lebte in Miami/Florida und brachte das Album „Un Nuevo Horizonte“ mit der Hit Single „Dejala“ auf den Markt. 2000 endete seine musikalische Karriere vorzeitig, da er wegen Transport von Falschgeld verhaftet wurde und eine Haftstrafe in einem Bundesgefängnis absitzen musste. Nach seiner Freilassung versuchte Gómez im Jahr 2004 ein Comeback. Während einer Tour mit Grupo Niche starb er am 11. Juni 2007 an den Folgen eines Herzinfarktes in Cali. Zu seinen größten Hits gehören Songs wie „Déjala“, „Guararé“, „Página de Amor“, „Déjame volver“, „Amor de Papel“, „Ganas“ und „Nuestro secreto“.

## Diskografie
- Para Gozar Borinquen (1977)
- Un Nuevo Horizonte (1991)
- Agradecimiento (1993)
- Recogiendo Frutos (1995)
- Volver (1997)
- ¿Quien Nos Iba A Decir? (2000)
- Las Páginas de Mi Vida (2001)
- Comenzando en cero (2004)
- La Herencia (2007)
- 14 Grandes Exitos[4][5]